# راشيل دينيسون
راشيل دينيسون (بالإنجليزية: Rachel Dennison)‏ هي مغنية وممثلة أمريكية، ولدت في 31 أغسطس 1959 في فرانكلين في الولايات المتحدة.

## وصلات خارجية
- راشيل دينيسون على موقع IMDb (الإنجليزية)
- راشيل دينيسون على موقع ميوزك برينز (الإنجليزية)
- راشيل دينيسون على موقع أول ميوزيك (الإنجليزية)
- راشيل دينيسون على موقع ديسكوغز (الإنجليزية)
- راشيل دينيسون على موقع قاعدة بيانات الفيلم (الإنجليزية)